# Xi Pegasi
Xi Pegasi (ξ Peg / ξ Pegasi / 46 Pegasi) es una estrella binaria en la constelación de Pegaso de magnitud aparente +4,20. Se encuentra a 53 años luz del sistema solar y es miembro del grupo de Wolf 630.

## Componente principal
La componente principal del sistema, Xi Pegasi A (LHS 3851 / GJ 872 A), es una estrella blanco-amarilla de tipo espectral F7V más caliente y luminosa que el Sol. Tiene una temperatura superficial de 6167 ± 36 K y una luminosidad 4,7 veces mayor que la luminosidad solar.
Más masiva que el Sol, con una masa entre 1,2 y 1,3 masas solares, Xi Pegasi A parece ser en realidad una subgigante de unos 5000 millones de años de edad.
La medida precisa de su diámetro angular con el interferómetro CHARA —1,091 ± 0,008 milisegundos de arco— permite evaluar su diámetro, resultando ser este un 91% más grande que el radio solar.
No se ha detectado exceso en la radiación infrarroja emitida ni a 24 ni a 70 μm, lo que parece descartar la presencia de una cantidad significativa de partículas de polvo alrededor de la estrella.
Sus características son similares a las de ι Piscium o Asellus Primus (θ Bootis), ambas también a una distancia semejante de la Tierra.
Xi Pegasi presenta un contenido metálico inferior al solar.
Su abundancia relativa de hierro ([Fe/H] = -0,26) es aproximadamente la mitad que en el Sol, pero elementos como neodimio, manganeso y cobre son aún más deficitarios; el contenido relativo de este último metal equivale a una quinta parte del existente en el Sol.
Por el contrario, su abundancia de litio es significativamente superior a la solar.
Su relativa proximidad así como sus características físicas han hecho que Xi Pegasi haya sido seleccionada por el proyecto Terrestrial Planet Finder (TPF) para la búsqueda de posibles planetas terrestres orbitando en torno a ella.

## Componente secundaria
Xi Pegasi B (LHS 3852 / GJ 872 B) es una enana roja de tipo espectral M1 y magnitud +11,7.
Tiene una masa igual al 41% de la masa solar.
Visualmente a unos 11 segundos de arco de la primaria, la distancia real entre las dos componentes es de al menos 180 UA.